# Марица (община)
Вижте пояснителната страница за други значения на Марица.
Община Марица се намира в Южна България и е една от съставните общини на област Пловдив. Тя, заедно с община Добрич-селска, община Родопи и община Тунджа е една от четирите общини в България, чийто общински център е извън територията им. Административен център на общината е град Пловдив.

## География

### Географско положение, граници, големина
Общината е разположена в централната част на област Пловдив. С площта си от 342,657 km2 заема 8-о място сред 18-те общините на областта, което съставлява 5,72% от територията на областта. Границите ѝ са следните:
- на север – община Калояново;
- на североизток – община Раковски;
- на юг – община Садово, община Родопи и община Пловдив;
- на запад – община Родопи;
- на северозапад – община Съединение.

### Природни ресурси

#### Релеф
Релефът на общината е изключително равнинен, като територията ѝ попада в пределите на Горнотракийската низина. Община Марица е най-равнинната община в България, като денивелацията ѝ е 64 m. Максималната ѝ височина се намира в крайния северозапад – 207,1 m, северозападно от село Строево, а минималната – 143 m, разположена в коритото на река Марица, югоизточно от село Маноле.

#### Води
Водните ресурси са представени от повърхностните и подземните води, които имат различно широко приложение. Повърхностните води – реки, речни течения, открити водни площи и канализационната напоителна система, заемат 5,46% от територията на общината. На югозапад и югоизток в пределите на общината попада част от левия бряг от средното течение на река Марица. На нейна територия Марица получава отляво три по-големи притока, които протичат през нея с долните си течения: река Потока, вливаща се южно от село Костиево; река Пясъчник, протичаща през село Труд и вливаща се в Марица в североизточната част на град Пловдив и река Стряма, протичаща покрай селата Трилистник и Маноле и вливаща се в Марица южно от последното.
Други открити водни площи са предимно язовирните системи при селата Труд, Граф Игнатиево и Войводиново и някои малки стопански язовири, разпръснати по цялата територия на общината – естествено свързани с каналите от ННС и ВКМ, подхранвани от язовирите Пясъчник, Домлян и речните течения. Повърхностните водни площи, освен за общото си предназначение се ползват за напояване, рибовъдство и са традиционни естествени развъдници на водолюбиви птици и животни.
В землището на с. Войводиново има регистрирани два сондажа за минерална вода, която лабораторно е определена като „трапезна“.

#### Поземлен фонд
Най-голямото поземлено богатство на общината са земеделските земи, които заемат 81% от площта ѝ. Почвите са представени предимно от алувиален, ливаден и алувиално-ливаден тип. Тяхната комбинация в съчетание с температурната сума за вегетационния период от 4400 °C позволява на тези терени да се отглеждат високодобивни, топлолюбиви земеделски култури, традиционни за Тракийската низина. Земеделските земи са обработваеми (ниви, ливади, овощни градини, малко лозя и др.) и необработваеми (мери, пасища, дерета и оврази). Малка част от обработваемите земи са некачествени и непригодни за земеделски нужди (песъчливи образувания и преовлажнени терени – резултат от природни явления; засолени почви – резултат от неправилна обработка на земята). Плодородието на почвите и големият дял на земеделските обработваеми земи определят предимно селскостопанския характер на поминъка в общината.
Горите и горските територии са слабо представени в община „Марица“ (около 1,8% от общата територия). По предназначението си горите са: защитни, рекреационни, за дивечопроизводство и ловуване и горски земи – поляни и храсталаци. Разпространени са по поречието на реките, покрай населените места и стопанските обекти, покрай пътищата и в изолирани случаи – островно сред обработваемите земи. Гори за дърводобив няма. Интерес представляват горите по поречието на река Марица и по поречията и устията на реките Стряма, Потока, Пясъчник, и при село Труд – рекреационни и за ловуване.

#### Флора и фауна
На територията на общината има „защитени територии“. Сега почти цялата и територия е усвоена за селскостопанска дейност. От някогашните гори (цяр, кафяв габър, полски ясен и полски бряст) са запазени малки групи и единични екземпляри. Интерес представлява малка гора от дъб в с. Маноле (някогашен център за семенен материал) Влажните зони около язовирната система Труд – Войводиново са сборно място преди отлитане на юг за Черния щъркел.

## История
Като административна единица Община „Марица“ е млада община, но историческите корени на селищата са дълбоко в древността. Те са били населени още през неолита и халколита. Според един от най-ревностните изследователи на най-старата история на Пловдивския край Петър Детев, нашите далечни предшественици били добри земеделци и скотовъди, занимавали се с лов и риболов. Доказателство за това са и намерените предмети при разкопките на праисторическото селище при с. Труд, възникнало още през V хилядолетие пр.н.е.
Северозападно от селото в м. Балджийката има некропол от осем тракийски могили. В края на петдесетте години на миналия век в м. Бончови храсти бяха разкрити останки от тракийско светилище и 14 оброчни плочки на Тракийския Херос и Аполон. Според Лили Ботушарова, те били произведени от местни тракийски каменоделци през II и III век след Христа и предоставят интересна информация за бита и културата на дребните траки.
През 1970 година при прокарването на канал между селата Труд и Строево е открит неизвестен за науката граничен камък с надпис, касаещ древното тракийско селище Бендипара. Мястото отстои на километър от надгробната Проклинова могила. Буквите в граничния сиенитен знак са дълбоко врязани и изписването им издава ръката на вещ каменоделец. В превод текстът гласи: „Съгласно обожественото решение са поставени от Квинт Атрий Клоний, легат на Августите и пропетор, посредством Мукий Вер, границите на земите на Бендипара". Границите на Бендипара са били поставени от тогавашния управител на провинция Тракия между 211 и 217 година, когато римската империя е била управлявана от Септимий Север и двамата му ненавиждащи се един друг синове Каракала и Гета. Идентична информация носят и двата по-рано намерени гранични знака на Бендипара при селата Строево и Калояново. Така че древното тракийско селище Бендипара трябва да се търси в земите, заключени между Труд, Строево и Калояново.
В съседното село Строево се намират пет надгробни могили. Две от тях са известни като Змей могили. Константин Иречек предполага, че пътят от Филипопол за Хисаря е минавал през селото. Значително антично селище е съществувало и западно от селото, в близост до т.нар. Голяма могила, която в края на XIX век била разкопана и ограбена от иманяри. Вероятно оттук е и част от висок мраморен релеф на мъж в естествена големина, който сега се пази в Пловдивския археологически музей. Изключително интересни тайни крият и земите около Скутаре. Оттам е една миниатюрна бронзова статуетка на тракийския бог Зевс Збелитиурд, твърде рядко срещан в земите на Тракия. Подобен релеф преди много години бил открит насред Рим на Ексвилинския хълм, където по традиция чуждестранните легионери в римската армия, сред които имало и много траки, имали собствени светилища, посветени на техните върховни божества. Релефът представлява Зевс Збелитиурд с брада и дълга коса, гол и прав. В дясната си ръка той държи дълъг жезъл, а в лявата – триъгълна набраздена мълния. Мраморният релеф сега се пази в Капитолийския музей В Рим. Същият този толкова рядко срещан Зевс Збелитиурд ни гледа и от изключително ценната за тракологията бронзова статуетка, висока едва петнадесетина сантиметра, която била намерена през 1923 година В оризищата на Скутаре. Статуетката, която сега се пази в Пловдивския археологически музей, представя в доста необичайна светлина гръмовержеца и Властелин на Вселената, изваян като млад мъж с красиво хармонично тяло.
От района на Скутаре е и мраморната пътна колона, отбелязваща трасето на най-важния път, пресичащ Тракия и свързващ Филипопол с Константинопол. От гръцкия надпис се разбира, че въпросната милиарна колона била издигната в околностите на Филипопол по време на римския император Гордиан III (238 – 244), когато наместник на Тракия бил Помпоний Магиан. На същата тази колона Филипопол е обозначен като „най-блестящата метрополия на римската провинция Тракия".
Изключително интересен за науката се оказа и намереният преди години край Рогош релеф на дребния индоирански бог на светлината и правдата Митра който в края на I век след Христа бил изключително почитан в римската армия. Релефът от грубозърнест варовик представя Митра като бикоборец.
Би било сериозен пропуск да не споменем широкоизвестната в българската наука праисторическа селищна могила Разкопаница край Маноле датираща от бронзовата епоха. Следи от праисторически селища са открити и край селата Войводиново, Войсил, Бенковски и на други места в община Марица. Тяхното по-нататъшно изучаване може да стимулира развитието на културния туризъм в общината.
Запазени са спомени за отминалите векове – предания за Султан Мурад и наследника му Баязид, за дядо Манол, чийто дух витае в село Маноле, за майстор Трифон от Калековец, за съратника на Апостола – Дядо Иван Абаджията от с. Царацово.
Селищата и църквите на общината помнят стъпките на легендарния син на България Васил Левски. Трилистник, Маноле, Манолско Конаре, Скутаре и Рогош съхраняват ценен исторически материал, който дава възможност да се проследи развитието на архитектурата, строителството, лозаро-винарството, тъкачеството. Маришките села съхраняват богато наследство от легенди, невероятни истории, където реалното и митичното се преплитат. Чудодейните рецепти за билколечения, баянията против различни злини и гаданията са части от културната съкровищница на общината.

### Населени места
Общината се състои от 19 населени места. Списък на населените места, подредени по азбучен ред, население и площ на землищата им:
| Населено място | Пребр. на населението през 2021 г. | Площ на землището (в км2) | Забележка (старо име) | Населено място  | Пребр. на населението през 2021 г. | Площ на землището (в км2) | Забележка (старо име)            |
| Бенковски      | 1366                               | 16,284                    | Мързян                | Манолско Конаре | 670                                | 13,429                    |                                  |
| Войводиново    | 2070                               | 13,031                    |                       | Радиново        | 855                                | 13,065                    |                                  |
| Войсил         | 1049                               | 18,191                    | Карнофоля             | Рогош           | 3213                               | 27,538                    |                                  |
| Граф Игнатиево | 1849                               | 28,493                    | Чоллук, Граф Игнатиев | Скутаре         | 2453                               | 18,239                    |                                  |
| Динк           | 881                                | 6,118                     | Динк махала           | Строево         | 1702                               | 24,743                    |                                  |
| Желязно        | 361                                | 6,545                     | Демирджи кьой         | Трилистник      | 883                                | 11,540                    | Трифил                           |
| Калековец      | 2563                               | 17,994                    |                       | Труд            | 4136                               | 39,797                    | Чирпилие, Климентово, Климентина |
| Костиево       | 1812                               | 23,695                    |                       | Царацово        | 2312                               | 14,368                    |                                  |
| Крислово       | 621                                | 6,743                     |                       | Ясно поле       | 602                                | 10,963                    | Чакъре                           |
| Маноле         | 2756                               | 31,881                    |                       | ОБЩО            | 32154                              | 342,657                   | няма населени места без землища  |

Най-многолюдно към 2011 г. е село Труд (4017 души), а най-малко е Желязно (361 души). С население над 3000 души са селата Маноле и Рогош. Под 1000 жители имат селата Динк, Крислово, Манолско Конаре, Радиново, Трилистник и Ясно поле. Средния брой жители на едно село в общината е 1668 души при 524 за страната, което е показател за добър потенциал на човешките ресурси.

## Административно-териториални промени
- през 1889 г. – заличено е с. Гьокчелии без административен акт поради изселване;
- Указ № 273 от 1889 г. – преименува с. Чирпилие на с. Климентово;
- през 1902 г. – заличено е с. Гьокчелер без административен акт поради изселване;
- Указ № 395/обн. 25 октомври 1902 г. – преименува с. Чоллук на с. Граф Игнатиев;
- МЗ № 2820/обн. 14 август 1934 г. – преименува с. Карнофоля на с. Войсил;

– преименува с. Динк махала на с. Динк;
– преименува с. Демирджи кьой (Демир кьой) на с. Желязно;
– преименува с. Трифил на с. Трилистник;
– преименува с. Чакъре на с. Ясно поле;
- МЗ № 1220/обн. 13 май 1939 г. – преименува с. Мързян на с. Бенковски;
- МЗ № 168/обн. 21 януари 1943 г. – преименува с. Климентово на с. Климентина;
- МЗ № 1189/обн. 25 март 1947 г. – преименува с. Климентина на с. Труд;
- през 1956 г. – осъвременено е името на с. Граф Игнатиев на с. Граф Игнатиево без административен акт;
- Указ № 3182/обн. 17 ноември 1987 г. – отделя всички населени места (с изключение на с. Цалапица) и техните землища разположени северно от река Марица от Община Пловдив и образува Община Марица с административен център гр. Пловдив.

## Население

### Етнически състав
Преброяване на населението през 2011 г.
Численост и дял на етническите групи според преброяването на населението през 2011 г., по населени места (подредени по численост на населението):
| Населено място  | Численост | Численост | Численост | Численост | Численост | Численост           | Численост     | Населено място  | Дял (в %) | Дял (в %) | Дял (в %) | Дял (в %) | Дял (в %)           | Дял (в %)     |
| Населено място  | Общо      | Българи   | Турци     | Цигани    | Други     | Не се самоопределят | Не отговорили | Населено място  | Българи   | Турци     | Цигани    | Други     | Не се самоопределят | Не отговорили |
| Общо            | 32 438    | 25 539    | 897       | 1977      | 58        | 363                 | 3604          | 100.00          | 78.73     | 2.76      | 6.09      | 0.17      | 1.11                | 11.11         |
| --------------- | --------- | --------- | --------- | --------- | --------- | ------------------- | ------------- | --------------- | --------- | --------- | --------- | --------- | ------------------- | ------------- |
| Труд            | 4017      | 3324      | 15        | 99        | 12        | 4                   | 563           | Труд            | 82.74     | 0.37      | 2.46      | 0.29      | 0.09                | 14.01         |
| Рогош           | 3113      | 2289      | 19        | 344       | 4         | 5                   | 452           | Рогош           | 73.53     | 0.61      | 11.05     | 0.12      | 0.16                | 14.51         |
| Маноле          | 2937      | 2495      | 86        | 131       | 0         | 8                   | 217           | Маноле          | 84.95     | 2.92      | 4.46      | 0.00      | 0.27                | 7.38          |
| Калековец       | 2631      | 1855      | 58        | 463       | 6         | 237                 | 12            | Калековец       | 70.50     | 2.20      | 17.59     | 0.22      | 9.00                | 0.45          |
| Скутаре         | 2457      | 2002      | 17        | 277       | 3         | 17                  | 141           | Скутаре         | 81.48     | 0.69      | 11.27     | 0.12      | 0.69                | 5.73          |
| Царацово        | 2300      | 1932      |           |           | 10        | 3                   | 353           | Царацово        | 84.00     |           |           | 0.43      | 0.13                | 15.34         |
| Войводиново     | 2227      | 1856      | 25        | 16        | 8         | 4                   | 318           | Войводиново     | 83.34     | 1.12      | 0.71      | 0.35      | 0.17                | 14.27         |
| Костиево        | 1824      | 1220      | 109       | 118       |           |                     | 354           | Костиево        | 66.88     | 5.97      | 6.46      |           |                     | 19.40         |
| Граф Игнатиево  | 1854      | 1553      | 67        | 88        |           |                     | 140           | Граф Игнатиево  | 83.76     | 3.61      | 4.74      |           |                     | 7.55          |
| Строево         | 1775      | 1431      | 7         | 69        |           | 4                   | 263           | Строево         | 80.61     | 0.39      | 3.88      |           | 0.22                | 14.81         |
| Бенковски       | 1362      | 1048      | 7         | 14        |           |                     | 291           | Бенковски       | 76.94     | 0.51      | 1.02      |           |                     | 21.36         |
| Войсил          | 1068      | 775       | 86        | 97        |           |                     | 101           | Войсил          | 72.56     | 8.05      | 9.08      |           |                     | 9.45          |
| Динк            | 865       | 580       | 255       | 10        |           |                     | 18            | Динк            | 67.05     | 29.47     | 1.15      |           |                     | 2.08          |
| Трилистник      | 865       | 621       |           | 143       |           | 46                  | 8             | Трилистник      | 71.79     |           | 16.53     |           | 5.31                | 0.92          |
| Радиново        | 754       | 660       |           |           | 0         | 0                   | 92            | Радиново        | 87.53     |           |           | 0.00      | 0.00                | 12.20         |
| Манолско Конаре | 706       | 606       |           | 92        |           | 0                   | 6             | Манолско Конаре | 85.83     |           | 13.03     |           | 0.00                | 0.84          |
| Ясно поле       | 672       | 463       |           | 9         | 0         |                     | 197           | Ясно поле       | 68.89     |           | 1.33      | 0.00      |                     | 29.31         |
| Крислово        | 650       | 530       | 74        |           | 0         |                     | 44            | Крислово        | 81.53     | 11.38     |           | 0.00      |                     | 6.76          |
| Желязно         | 361       | 299       | 23        | 3         |           |                     | 34            | Желязно         | 82.82     | 6.37      | 0.83      |           |                     | 9.14          |

## Икономика
Структурата на икономиката в община Марица се определя от настъпилите социално-икономически условия през последните 20 години. Докато до края на 90 години на миналия век водещ отрасъл е било селското стопанство, то постепенно се измества от промишлеността. Този факт оказва благоприятно влияние за развитието на общината. Благодарение на промишлеността селата не се обезлюдяват вследствие на миграция към градските центрове.
Определящи за развитието на икономиката в общината са отраслите лека промишленост и селско стопанство. Инвестициите в последните години надхвърлят 1 милиард лева. Регистрирани са над 4000 стопански субекта.

### Промишленост
Най-големите предприятия са изградени на „зелена поляна“. Оформени са 4 промишлени зони:
- Радиново, Бенковски, Царацово, Костиево;
- Труд, Строево, Граф Игнатиево;
- Войводиново, Калековец;
- Скутаре, Рогош, Маноле.

Отрасловата структура на промишлеността е разнообразна: хранително-вкусова, машиностроителна, металорежеща, дървообработваща, химическа, трикотажна и др.

### Селско стопанство
Селското стопанство в община „Марица“ е структуроопределящ сектор в общинската икономика. Представено е от земеделие и животновъдство, за които има изключително благоприятни природни и агротехнически условия за развитие.
Големият размер на земеделските територии, високата ценност на земеделските земи от алувиално-ливаден почвен тип, в съчетание с благоприятните агроклиматични условия и с реалните възможности за напояване, което е предпоставка за развитие на интензивни селскостопански производства, като зеленчукопроизводство, овощарство. Лозарство, тютюнопроизводство, зърнено-житни култури.
Земеделските земи заемат 81,5% от площта на общината, което е средно 0.89 ха/жител. Високата продуктивност на обработваемите земеделски земи е гаранция за развитието на селското стопанство. Все още доходите на населението се формират от този сектор. Земята се обработва от частни стопани. Много популярно е фамилното фермерство. Кооперативните сдружения са по-редки.
Най-голяма е площта им в землищата на с. Труд – 3149,7 ха, с. Строево – 2245,1 ха, с. Граф Игнатиево – 2013,8 ха и т.н.
Относителният дял на земеделските територии спрямо общата площ на землищата е най-голям в землищата на селата Желязно – 90,4%, Строево – 90,2%, Ясно поле – 87,6%, Динк – 86,6%, а най-малък е делът им в землищата на с. Граф Игнатиево – 70,4% и с. Маноле – 75,8%.
Обработваемата земя в земеделските територии е с обща площ 25043,3 ха. Най-много обработваема земя има в землищата на селата Труд – 2872,2 ха, Маноле – 2084,6 ха, Строево – 2046,7 ха и т.н., а най-малко в землищата на селата Динк – 435,3 ха, Крислово – 519,4 ха, Желязно – 521 ха.
Относителният дял на обработваемата земя е най-висок в землищата на селата Строево – 82,3% от площта на землището, Желязно – 80,0%, Войсил – 79,0%. Най-нисък е относителният дял в землищата на с. Граф Игнатиево – 62,2%, с. Трилистник – 63,0% и с. Маноле – 65,4%.
Обработваемата земя включва в себе си площта на нивите с относителен дял 93,4%, трайните насаждения – 5,6% и естествени ливади – 1,0%.
В общината са изградени 17274,6 ха поливни площи (69,0% от обработваемата земя). От тях 12487,2 ха са годни за напояване. Негодни за напояване поради разрушени и амортизирани хидротехнически съоръжения и напоителни системи са 4787,4 ха. От тях 12,1 ха следва да бъдат изключени от баланса на поливните площи (отнети за строителство), а за останалите 4775,3 ха има техническа възможност за възстановяването им като поливни площи.
Общата площ на земите по &4 от Преходните и заключителни разпоредби на ЗСПЗЗ е 27 дка, разположени в землищата на селата Бенковски – 1,2 ха, Граф Игнатиево – 0,1 ха, Радиново – 0,8 ха, Рогош – 0,1 ха, Трилистник – 0,4 ха и Царацово – 0,1 ха.
Мерите и пасищата заемат площ от 1557,9 ха. Заедно с обработваемата земя те формират т.нар. стопанисвана земя – общо 26601,2 ха, или 77,7% от територията на общината.
Останалата част от земеделските територии се заема от други необработваеми земи с обща площ 1305 ха, заети от гори и полезащитни пояси, създадени върху земеделски земи – 92,2 ха (от тях 9,9 ха по лесоустройствен проект са с функция „Защитни ивици край река"), полски пътища и прокари – 1137,4 ха и непригодни земи (скали, пясъци и др.)-75,4 ха.

### Транспорт
През територията на общината преминават три участъка от Железопътната мрежа на България с обща дължина 41 km.
- в югоизточната част, от запад на изток, участък от 42,3 km трасето на жп линията Пловдив – Стара Загора – Зимница;
- в централната част, от юг на север участък от 11,5 km от трасето на жп линията Пловдив – Долна махала – Карлово;
- в северозападната част, от югоизток на северозапад участък от 12,6 km от трасето на жп линията Пловдив – Панагюрище.

През общината преминават частично 7 пътя от Републиканската пътна мрежа на България с обща дължина 99,6 km:
- участък от 32,5 km от автомагистрала Тракия (от km 114,6 до km 147,1;
- участък от 6,5 km от Републикански път I-8 (от km 215,4 до km 221,9);
- участък от 10,1 km от Републикански път II-56 (от km 84,8 до km 94,9);
- участък от 12,6 km от Републикански път II-64 (от km 37,8 до km 50,4);
- началният участък от 15,2 km от Републикански път III-565 (от km 0 до km 15,2);
- последният участък от 9 km от Републикански път III-606 (от km 80,2 до km 89,2);
- началният участък от 13,7 km от Републикански път III-805 (от km 0 до km 13,7).

## Топографски карти
- Лист от карта K-35-62. Мащаб: 1 : 100 000.